# Glavna cesta 112
Die Glavna cesta 112 (slowenisch für Hauptstraße 112) ist eine im Jahr 2008 von der Regionalna cesta 226 aufgestufte Hauptstraße zweiter Klasse in Slowenien.

## Verlauf
Die Straße setzt von der österreichisch-slowenischen Grenze an die österreichische Lippitzbacher Straße B 80a fort. Sie führt von Lokovica in das Tal der Mieß/Meža und über Prevalje (deutsch: Prävali) nach Ravne na Koroškem (deutsch: Gutenstein). Sie mündet einen Kilometer südlich von Dravograd in die Glavna cesta 4, die Dravograd mit Velenje (deutsch: Wöllan) verbindet.
Die Länge der Straße beträgt 19 km.